# PANORAMA PORNO
『PANORAMA PORNO』（パノラマ ポルノ）は、ポルノグラフィティの9作目のオリジナルアルバム。2012年3月28日にリリース。

## 概要
前作『∠TRIGGER』から2年ぶりに発表された9枚目のアルバム。2012年2月13日にラジオ『カフェイン11』 (bayfm)、翌2月14日にタイトルと発売日などを公式サイトのリニューアルと同時に発表。その後、同年3月9日に収録内容をはじめとする作品概要が発表され、前作以降にリリースした「君は100%」、「EXIT」をはじめ、アルバム制作と並行してリリースされた「ワンモアタイム」、「ゆきのいろ」、「2012Spark」など、シングル5曲を含む全15曲を収録するものとなった。
前作に続き、本作収録曲全ての作詞・作曲にメンバー2人が携わっており、また従来とは異なる形によるメンバー2人の完全な主導の下、楽曲制作・レコーディングが進められた(後述)。
本作では「WORLDILLIA」シングル以来久しぶりにシングルのアルバムバージョンが収録されている。
元々全体像は決めずに制作されたため、本作のタイトルは、収録した楽曲ひとつひとつの音の内容を表現できるような言葉をチーム全体で考えたとき、「音楽百景」という言葉が浮かび、そこから「音の景色」といった連想に由来。「百景や色彩の多い曲が並ぶアルバム」にふさわしい言葉として、イメージに似合った「Panorama (パノラマ)」という言葉が最終的に選ばれた。また「新しい“ポルノグラフィティ”の音楽 (の景色)を聴いてほしい」という想いからバンド名の愛称「PORNO (ポルノ)」を冠したネーミングとなった。
通常盤と初回生産限定盤の2形態でのリリース。いずれも初回仕様は10面パノラマジャケット仕様となっているほか、「PANORAMA PORNO」オリジナルグッズ (オリジナルロゴ入りデジタルカメラ、コンパクト双眼鏡) 応募ハガキが封入されている。また、初回生産限定盤のみに付属するDVDには、本作に収録されたシングル表題曲5作品のビデオクリップ、メイキング映像やテレビスポットなどが収録されている。ジャケットデザインは、『∠TRIGGER』やシングル「EXIT」などのデザインを手掛けた、永戸鉄也が引き続き担当し、物語があるような作風となっている。
2年ぶりのオリジナルアルバムということで、多岐にわたる積極的なプロモーション展開が行われている。その一環として、Google+やYouTubeとともに本作と連動したオリジナルノベル映像「PANORAMA」を発表している。この他、「2012Spark」のリリース以来、雑誌の取材を受けたり、テレビ・ラジオ各局の音楽番組に出演したりと、継続的なプロモーション活動を行っている。
発売日である2012年3月28日には本作のリリースを記念して、ニコニコ生放送ではビデオ・クリップの一挙放送を含む特別番組を放送、また6年ぶりに復活放送となった『ポルノグラフィティのオールナイトニッポン』のパーソナリティを務めた。一方、TBSテレビの『カミスン!』、テレビ朝日の『オンタマ』ではそれぞれの放送の関係により、ポルノグラフィティが最後の出演アーティスト (もしくはその1組)となった。
オリコンチャートが発表した「2012年4月9日付 CDアルバム週間ランキング」では、第2位となった (デイリーチャートでは初登場3位、最高順位は2位となった)。その後、「2012年3月度 CDアルバム月間ランキング」では第6位、「2012年4月度 CDアルバム月間ランキング」では第30位に登場した。

## 制作とレコーディング
アルバム作りを意識したのは、東日本大震災後の2011年4月から5月。制作に向けて事前に話し合った結果と本間昭光 (ak.homma) の提案を受け、本作ではデビュー以来12年かけて築き上げてきた制作チームを一新、また、新たな試みとしてプロデューサーである本間昭光の他、先輩ミュージシャンで新藤と親交のある馬場一嘉、Stereo Fabrication of Youthの江口 亮、agehaspringsの田中ユウスケ、ライブのサポートメンバーである宗本康兵、クリエーターのTomi Yoなど、新進気鋭のアレンジャー8人が携わっている。また、新しい音を求めるだけでなく、野崎真助や野崎森男、先述した宗本康兵など、ライブのサポートメンバーとのセッションによる、既存の自分たちの音楽の理解を深め、その色を採り入れる試みも行われている。
2011年4月頃には、新藤が自身の個人スタジオ「アトリエ」にTomi Yoを招き、翌5月には新しい体制 (制作プロジェクト)が動き出したという。本作は音楽の方向性やテーマ、枠組みといった全体像は特に決めず、およそ3か月ほどの楽曲制作期間を設け、その中で1曲1曲に集中して作り上げたという (ちなみに、震災後にリリースされたシングル3作は、2011年6月頃には原型として出来上がっていた。同年8月頃までにはレコーディングがスタート。書き直しやアレンジといった仕上げ作業は、2012年2月中旬頃まで行われ、最終的な調整やマスタリングが完了したのは2月下旬とのこと。)
前作『∠TRIGGER』で作詞と作曲を全て、新藤晴一と岡野昭仁の2人で手掛けて得た自信と感じた責任、そうした経験が本作を作るきっかけになったという。また、本作における試みは、「EXIT」の発表後に「さらなる進化」を求めたメンバーの意向により実現した。さらに東日本大震災にあって、「自分たちの音楽はなんだ?」と考え抜いた末、「チャレンジが必要じゃないか」という思いに達した頃、ちょうど同時期に生まれた「ワンモアタイム」がメンバーを勇気づけるとともに、新しい音への冒険心を大きく刺激したという。本作は、そうしたコラボレーションという名の化学反応から生まれた、今のポルノグラフィティの音を表現した、「音の“パノラマ”」である。

## 評価
- ポルノグラフィティは、「引きのない押しばかりの、全曲シングルになるような曲ばかりになった」[27]、「アルバム全体の押し引きの計算にとらわれない、熱量 (カロリー) の高い作品」[2][27]、と自己評価を下している。また、岡野昭仁は「いろんな人と音を作ることに挑戦して、いろんな僕らを引き出してもらった」[2][27]、「1作目のオリジナルアルバム『ロマンチスト・エゴイスト』を作った頃のような、不安と期待が渦巻く初心のような気持ちで臨めた」[2][4][24]と述べ、新藤晴一は、「全曲、一人一人のアレンジャーの型に僕らが入っていって、一つ一つが個性的なリズム、音が刺激になって面白かった」[27]、「自分が辿り着きたかった歌詞に、ひとつ到達できた。ターニングポイントになった」[2]、「現役のミュージシャンとして、ストーリーが伸びた。昔からそのストーリーを共有してくれるファンがどう感じてくれるか、ハラハラドキドキしながら楽しみです」[2]と述べている。
- ソニー・マガジンズ発行の音楽誌『WHAT's IN?』は、「(先行シングルで) 従来の型に甘んじず、新たな風に身をさらし、自らの可能性を問うた。2年かけて完成した音楽的「百景」は、ピシっと「気」の貫かれ、眺めるほどに時代と対峙する覚悟が伝わってくる、武者震いの止まらない一枚」 (藤井美保) と評す[2][47][48]。
- 同じく、ソニー・マガジンズ発行の音楽誌『PATiPATi』では、「圧倒的なほどに高まるクリエイティビティー、痛快なほど新たな息吹が渦巻く全15曲は、『∠TRIGGER』以降積極的に行われた、さまざまなトライが最高の形で結実した、しびれるほどの進化を感じることができる」と紹介[3]。同誌面にして、2年ぶりにインタビュアーとしてポルノグラフィティと顔を合わせたもりひでゆきは、1曲1曲に触れながら全体像を「大充実の15曲」「進化という言葉が似合う作品」と評している[3]。
- シンコーミュージック・エンタテイメント発行の音楽雑誌『B-PASS』 (前原雅子) は、「デビュー以来の音楽ブレインとではなく、自分たちよりも若い世代のアレンジャーやミュージシャンと組み、メンバーはポルノグラフィティというジグソーパズルを楽しんで作り上げた。その溌剌としたと“ハイブリッド”感が何よりも面白みでもある」「屈託のない広々とした視野を感じる本作は、“ポルノグラフィティ”らしさがストレートに表に出たのかもしれない」と綴る[25]。

## 収録曲

### Disc 1(CD)
1. 2012Spark (PANORAMA ver.) [4:29][49][注 6]
  - 作詞：新藤晴一[49] 作曲：岡野昭仁[49] 編曲：tasuku、Porno Graffitti[49]
  - ストリングスアレンジ：tasuku & 門脇大輔[49]

東宝配給映画『逆転裁判』の主題歌であり、本作に先行して発表された35作目のシングル[1][47][64][出典無効]。オープニングナンバー[24]ということで、シングルと異なる重厚なイントロが追加されたアルバムバージョン。
『∠TRIGGER』のラストに入れられたメロディが元となってできた曲[注 7]であり、前作からの繋がりを意識する形での収録となった[24]。2011年6月頃には、すでに形となっていた「ワンモアタイム」や「ゆきのいろ」とともにシングル候補曲に名を連ねていたという[44]。
歌詞は、「価値観の変更を余儀なくされたこの時代は誰のための時代か?」（新藤）という想いを「Spark」という言葉に込めて表現した[48]、自分たちの時代を生きる人々への応援歌[24][65][68]。作曲した岡野は「最初から最後まで迷うことなく作ることができた曲」[66]と述べ、アレンジは「ごはんを食べているとき、思いついたアイディア」を採り入れて気持ち良く仕上がったとのこと[65]。始終曲中において度々に聴かれる「SPARK!」というコーラスは、新藤曰く「普通に『スパーク』と発音すると、途切れ途切れな感じ（曲の疾走感を損なう印象）になるため、あえて崩した感じに伸ばすような発音にしている」と自身のラジオで述べていた[43]。
  - Credit：Musicians[49]
  - Drums：玉田豊夢[49]
  - Bass：高間有一[49]
  - Strings：門脇大輔ストリングス[49]
  - Programming, Other Instruments：tasuku[49]
  - Strings Arranged by tasuku & 門脇大輔[49]
  - Recorded & Mixed by 松本靖雄 (ZewQ)[49]
  - Assisted by 高須寛光 (VICTOR STUDIO)[49], 原田孝一, 野口素弘 (Sony Music Studio Tokyo)[49]
2. メジャー [4:47][50][注 6]
  - 作詞・作曲：新藤晴一[50] 編曲：江口 亮、Porno Graffitti[50]
  - ストリングスアレンジ：江口 亮 & 石塚 徹[50]

弦楽とピアノの音色がきらびやかな曲[41]に、自分が持つ価値観を他人の物差しではなく自分自身で確かめることの重要さをテーマに書いた歌詞が追随したメッセージソング[69]。
アレンジを手掛けるのは、「2012Spark」のカップリング曲「9.9m2」で新藤と岡野に衝撃を与えた奇才、江口 亮[24][65]。江口とのコラボレーションに面白さを感じた新藤だが、任せたアレンジが斜め上過ぎたため、「ギアを2段階落としてもらった」というアレンジにより、ちょうどいいスピード感に仕上がったとのこと[24][65]。
新藤曰く、タイトルは野球の「メジャー (Major)」ではなく、巻尺などの「メジャー (Measure)」の意[70]。
2012年3月12日の『カフェイン11』 (bayfm) にて、「FLAG」とともに先行披露された[30][70]。
  - Credit：Musicians[50]
  - Drums：石井悠也[50]
  - Bass：山崎英明 (School Food Punishment) by the courtesy of Epic Records Japan Inc.[50]
  - Apf：成田ハネダ[50]
  - Viorin：徳永友美[50]
  - Programming & Other Instruments：江口 亮 (la la larks)[50]
  - Strings Arranged by 江口 亮 & 石塚 徹[50]
  - Recorded & Mixed by 奥田裕亮 (Sony Music Studio Tokyo)[50]
  - Assisted by 曽雌宏樹, 原田しずお (Sony Music Studio Tokyo)[50]
3. FLAG [4:40][51][注 6]
  - 作詞・作曲：岡野昭仁[51] 編曲：宗本康兵、Porno Graffitti[51]

デモを作る際に浮かんだ「旗を掲げて生きていく」という発想を土台に戦士を主人公に据えた歌詞と、重厚なギターサウンドにより、「何かを背負って時代を生き抜く精神の大事さ」が歌われている[42][65][66]。歌詞には「仁義」や「風林火山」といったワードも登場し[65]、ラストは問いかける形で締めくくられている。なお、タイトルが「FLAG」であることを聞いた新藤は当初、「FLAG」から船をイメージして、『宇宙戦艦ヤマト』みたいな曲だと思っていたらしい[65]。
編曲はライブのサポートメンバー、宗本康兵によるもので、新藤の「どんなイメージで作ったの?」という問いに「ポルノらしいアレンジです」と答えている[26][41][43][26][注 8]。ギミックを盛り込んだグルーヴ感溢れるアレンジにメンバーや他のサポートメンバーは「やるじゃないか」と宗本を改めてリスペクトしたという[43][65][71]。
「メジャー」とともに、2012年3月12日の『カフェイン11』 (bayfm) で (曰く宇宙初) 披露された[30][70]。
  - Credit：Musicians[51]
  - Drums：野崎真助[51]
  - Bass：野崎森男[51]
  - Organ, Keyboards & Programming：宗本康兵[51]
  - Recorded & Mixed by 井上 剛 (ItoI COMMUNICATIONS)[51]
  - Assisted by 中谷浩平 (VICTOR STUDIO)[51], 曽雌宏樹 (Sony Music Studio Tokyo)[51]
4. EXIT [5:19][52][注 6]
  - 作詞：新藤晴一[52] 作曲：新藤晴一、ak.homma[52] 編曲：ak.homma、Porno Graffitti[52]

フジテレビ系列放送のテレビドラマ『大切なことはすべて君が教えてくれた』の主題歌に起用された32作目のシングル[1][72][出典無効]。
理想と現実の乖離によるもどかしさやせつなさ、そうした想いを地下鉄を舞台に描いたミディアム・バラード[65][73]。
歌詞は地下鉄を景色ではなく観念と捉えて描かれており[65]、新藤は言葉の昇華とポピュラリティの得られた理想的な歌詞といい、(書きたいものに到達はしていないものの) 作詞の面でターニングポイントとなった曲だという[43][65][69][71]。アレンジは、新藤とともに作曲を手掛けたプロデューサーのak.hommaにより、曲を聴いたとき、説得力と安心感のあるアレンジに仕上がったとのこと[71]。
  - Credit：Musicians[52]
  - Acoustic Guitar：岡野昭仁[52]
  - Drums：河村 "カースケ" 智康[52]
  - Bass：根岸孝旨[52]
  - Strings：今野均ストリングス[52]
  - Synthesist：nang-chang[52]
  - Keyboards, Other Instruments：ak.homma[52]
  - Recorded & Mixed by 山内 "Dr." 隆義 (gogomix@)[52]
  - Recorded by 岸田 "P" 充善, 奈良美幸 (NSJ)[52]
  - Assisted by 奈良美幸 (NSJ)[52], 粕谷尚平, 車塚悠介 (VICTOR STUDIO)[52], 山田和範 (Sound Inn)[52], 村上宣之, 米山勇太 (Sony Music Studio Tokyo)[52]
5. 電光石火 [3:37][53][注 6]
  - 作詞・作曲：岡野昭仁[53] 編曲：江口亮、Porno Graffitti[53]

タイトルの「電光石火」の如く、勢いのままわいわい言いながら収録した[66]、トリック満載の刺激的なデジタルサウンドとバンドサウンドが融合した曲[26][41]。ワンコードの曲を作りたいという思いから、完成形のわからないままギターの音を重ね、あえて野暮ったくしたというリズムにメロディを乗せてゆくという形で出来上がった、岡野のチャレンジの曲でもある[65]。
「(ポルノのスタンダードを) 壊したいです」という江口[26]に対する、岡野の「めちゃくちゃにしてくれるだろう」[42]、「面白くしてくれるだろう」[65]、「クレージーな作品になるな」[66]という期待から曲を預けたところ、イメージ通りスリリングな曲に仕上がったが、「恐ろしいほど好きにやってくれたので、江口ワールドからこっちにちょっとだけ戻ってきてもらった」という[65][71]。新藤曰く、「型にはまらないアレンジで自分からは絶対に出てこない発想」[42]、「うまくまとめられる人とは異なる、壊して再構築して音が作れる人」[43]と、楽曲を通じて江口を改めて評した。
  - Credit：Musicians[53]
  - Drums：ターキー by the courtesy of FlyingStar Records / Victor Entertainment, Inc.[53]
  - Bass：山崎英明 (School Food Punishment) by the courtesy of Epic Records Japan Inc.[53]
  - Programming & Other Instruments：江口 亮 (la la larks)[53]
  - Recorded & Mixed by 奥田裕亮 (Sony Music Studio Tokyo)[53]
  - Assisted by 原田しずお (Sony Music Studio Tokyo)[53]
6. 星球 [4:19][54][注 6]
  - 作詞：新藤晴一[54] 作曲：岡野昭仁[54] 編曲：Tomi Yo、Porno Graffitti[54]

歌詞はライブイベントで用いられる電球（専門用語で「星球」と呼ばれる[注 9]）をモチーフに、「人間の心に何かを訴えかける星球」を自然な言葉で描いている[65][69]。なお、書かれたのはアルバム制作の最後のほうだという[71]。
タイトルは、新藤曰く、「現代の技術なら映像やLEDなどで代用できるけど、『星球』は今でも人を感動させられる」ということから名付けられた[注 9]。タイトルの読み方は「ほしきゅう」である[43][74]。
本作にはシリアスな曲が多いため、アルバムの押し引きの計算とは別のバランスと相乗効果の意識から「ライトな曲も」という考えにより作られた[65][71]。デモ段階ではバンドサウンドを中心にエレクトロな4つ打ちのダンスナンバー[26]であったが、アレンジを手掛けたTomi Yoによりエレクトロテイストが広げられ、キラキラとした夢のある楽曲となった[26][65][71]。ラスト1行のフレーズは、岡野曰く、クレイジーケンバンドの「1107」へのオマージュ[65]。
ちなみに、曲のテーマにもなっている『ライヴ (LIVE)』について、新藤は「自分を生活者からギタリストに戻してくれるライブ (ステージに立つ時間)」[75]。岡野は「自分のスイッチを切り替えられる旅行 (特に海外)」[76]みたいなものという。
  - Credit：Musicians[54]
  - Acoustic Guitar：岡野昭仁[54]
  - Keyboards, Programming & Other Instruments：Tomi Yo[54]
  - Recorded & Mixed by 滝澤武士[54]
  - Assisted by 波房 渉 (LABO Recorders)[54], 曽雌宏樹, 原田しずお (Sony Music Studio Tokyo)[54]
7. 素敵すぎてしまった [5:05][55][注 6]
  - 作詞・作曲：新藤晴一[55] 編曲：馬場一嘉、Porno Graffitti[55]
  - ストリングスアレンジ：クラッシャー木村[55]

アレンジを手掛けるのは、新藤が黒田倫弘を通じて知り合った、10年来の酒飲み仲間として親交のあるギタリストの馬場一嘉[25][44][65][71]。ライブで演奏するために作成された「ハネウマライダー 〜幕張Ver.〜」が完成したころに新藤から馬場へ追加オファーがなされた[77]。古今の音楽やアコースティックに通ずる馬場[43]のアレンジにより、ストリングスの四重奏が特徴的な、スローテンポのライトなスタンダード曲となった[25][65][69][71]。
一方の歌詞は、過ぎてしまった時間や思い出が輝いているため、現在や未来に暗さを感じてしまうという、ダークな気持ちが描かれている[65]。新藤は「過ぎたるは及ばざるがごとしじゃないけど、人生では、素敵過ぎてしまった思い出が、逆に重荷になってしまうこともある」と述べている[65]。
デモの段階でイントロのアルペジオや、リードのフレーズなどは存在しており[77]、スティング宮本が提示した最後のAメロ（そうか これはその罰だろう）のベースフレーズは岡野の「かっこいい」という言葉により採用され本曲の大きなスパイスとなった[77]。
ドラム、ベース、キーボード、ギターのレコーディングは閉鎖間際の一口坂スタジオにて行われた[77]。
  - Credit：Musicians[55]
  - Drums：柏倉隆史[55]
  - Bass：スティング宮本[55]
  - Epf, Organ：柴田俊文[55]
  - Percussions：丹菊正和
  - Additional Chorus：石塚裕美, 馬場一嘉, 新藤晴一[55]
  - Strings：クラッシャー木村カルテット (Violin：クラッシャー木村, 上里はな子 / Viola：細川亜維子 / Cello：遠藤益民)[55]
  - Strings Arranged by クラッシャー木村[55]
  - Recorded & Mixed by 中原正幸[55]
  - Assisted by 宮坂保彦 (HITOKUCHIZAKA STUDIO)[55], 大城歳礼 (STUDIO BLAN)[55]
8. ワンモアタイム [4:06][56][注 6]
  - 作詞・作曲：岡野昭仁[56] 編曲：田中ユウスケ、近藤隆史、Porno Graffitti[56]

新たな試みを採り入れた33作目のシングル[78][出典無効]。日本テレビ系列放送情報番組『スッキリ!!』2011年9月度エンディングテーマ[1]。
ポルノグラフィティ曰く、全曲シングルに匹敵するような熱量の高い本作[2][27]において、全体の指針となったリード曲であり、『PANORAMA PORNO』の中核を担った楽曲[43][65]。
歌詞は、2011年3月11日に発生した東日本大震災によって無力さを感じ、自信を失いかけながらも何かを信じたいと思うメンバーの気持ちをストレートに表現したもの[25][79]。曲は元々ダンスロックをキーワードに作られたバンドサウンドであったが、アレンジャーの田中ユウスケにより打ち込みが押し出され、デジタルとロックが融合したサウンドに仕上がった[25][27][40][71]。それらがアレンジでさらに磨きをかけられたことで、押し迫ってくるような迫力あるサウンドが重なったアップテンポのキラーチューンとなった[65][66][71]。
本作収録曲の中では早い段階 (2011年6月頃) で原型が出来上がった曲のひとつ[44]。東日本大震災後に発表した最初の作品であると同時に、ポルノグラフィティのキャリアにおいてもターニングポイントとなった作品[27]。ライブでの成長が著しい曲であるが、岡野は「ヴォーカル的には命を懸けるくらいに歌うのはしんどい (笑)」[66][71]と評す一方、「運命的に出会えた音に勇気づけられた」と述べている[43][65]。
  - Credit：Musicians[56]
  - Drums：坂本 学[56]
  - Strings：岡村美央ストリングス[56]
  - Programming & Other Instruments：田中ユウスケ (agehasprings), 近藤隆史 (Q;ltd)[56]
  - Recorded by 齊藤裕也 (bridge house)[56]
  - Assisted by 鶴田真之 (ABS RECORDING)[56]
  - Mixed by 松本靖雄 (ZewQ)[56]
9. カシオペヤの後悔 [4:20][57][注 6]
  - 作詞：岡野昭仁 作曲：新藤晴一[57] 編曲：tasuku、Porno Graffitti[57]

曲は思いついたリフから広げていくオーソドックスな形でつくられ、tasukuとともに新藤の個人スタジオ「アトリエ」やtasukuの作業場などで相談しながら仕上げていった[65][71]。それによって全体的に様式美的な、疾走感漂うロックサウンドに仕上がり、間奏部分はドラマチックでミステリアスな雰囲気の世界観を持つ曲となった[43][65][69][71]。
一方の歌詞は、アルバムの曲作りを進めていた時期に岡野が「カシオペヤ」という言葉が気になり、それをきっかけに調べた『ギリシア神話』が題材となっている[65][71]。新藤が作った曲の世界観にも合うということで、歌詞は「カシオペイアが自身の傲慢さから海神ポセイドンにより罰を受ける」という神話の逸話に、人間の傲慢さとそれに対する後悔が描かれている[65][71]。本曲は岡野曰く、「自戒の曲」[65]。ちなみに歌詞に用いた知識は、「調べて知ったことやテレビで見聞きしたの受け売り」 (岡野談)[76]。
この曲にちなんで出された、「好きな星座もしくは星はありますか?」という質問に対し、岡野は「オリオン座!」と答えている (理由は「オリオン座しかわからないから (笑)」)[76]。
  - Credit：Musicians[57]
  - Drums, Percussions：吉田佳史 (TRICERATOPS) by the courtesy of tearbridge records[57]
  - Bass：高間有一[57]
  - Programming & Other Instruments：tasuku[57]
  - Recorded by 宮坂保彦 (HITOKUCHIZAKA STUDIO)[57]
  - Assisted by 星野文男 (HITOKUCHIZAKA STUDIO)[57]
  - Mixed by 松本靖雄 (ZewQ)[57]
10. 君は100% [4:02][58][注 6]
  - 作詞・作曲：岡野昭仁[58] 編曲：ak.homma、Porno Graffitti[58]

すべての人に送るポジティブな応援歌として発表された31作目のシングル[80][出典無効]。
キャッチーで分かりやすい、ストレートな歌詞が特徴のアッパーチューン[3][81]。タイトルはネーミングに悩んでいた岡野に新藤が「君は100%とかどう?」とアドバイスしたものがそのまま採用される形となった[43]。
元々はソカの要素を取り入れたユニークな曲[65]であったが、シングルとして発表する際、どうポピュラリティを得るかということに悩みぬいた末に完成した[66]。最初は全てメジャーコードで作ったものの、後から一部をマイナーコードに変えたため、完成した曲のギャップ感に自分をフィットさせるのに苦労したという (岡野談)[8]。
  - Credit：Musicians[58]
  - Drums：玉田豊夢[58]
  - Bass：根岸孝旨[58]
  - Strings：弦一徹Strings[58]
  - Synthesist：飯田高広[58]
  - Apf, Keyboards, Other Instruments：ak.homma[58]
  - Recorded & Mixed by 山内 "Dr." 隆義 (gogomix@)[58]
  - Assisted by 奈良美幸 (NSJ)[58], 山田和範 (Sound Inn)[58], 赤井聡史 (Sound Inn)[58]
11. Truly [1:49][59][注 6]
  - 作曲：新藤晴一[59] 編曲：篤志、Porno Graffitti[59]

宇宙の優しさを感じさせるようなインスト曲[8]。アルバムのインタールード[70]として、場面転換の役目を担うとともに次曲「ゆきのいろ」のオーバーチュア的な意味を持たせている[8]。
収録曲の多い本作において、「最後まで聴いてほしい」、「とりあえず小楽曲を入れてみよう」、「(前後の曲の間で) 起伏を持たせたい」というメンバーの考えから生まれた[3][8][69]。アレンジなどを手がけたのは篤志。これは曲が作られた時期がTHE 野党の活動と並行していたためによるもの[43][82]。
新藤によれば、タイトルは曲の始めのギター音が「トゥ〜リ〜」という擬音に聴こえたことから名付けられた (「真実の (Truely)」という意味ではないという)[3][43]。
  - Credit：Musicians[59]
  - Programming & Other Instruments by 篤志[59]
  - Recorded & Mixed by 篤志[59]
12. ゆきのいろ [4:46][60][注 6]
  - 作詞・作曲：新藤晴一[60] 編曲：Tomi Yo、Porno Graffitti[60]

34作目のシングルとして発表されたバラード[83][出典無効]。
2011年6月頃までに出来上がったデモ音源が原型[84]で、元々はR&Bをイメージした曲であった[8]。しかし、新藤がTomi Yoにデモを聴かせてアレンジを任せたところ、現在のミディアム・バラードの形に落ち着いた[8][84]。クレジットはされていないが、ak.hommaのアイディアやアドバイス (曰く「秘伝のタレ」) が入っており、それを受けたTomi Yoによるアレンジの試行錯誤が繰り返された結果、「作品のより良い味が引き出された」と新藤は述べている[3][8]。
歌詞は、「大切な人がそばにいることで、自分の未来の色が彩られてゆく心」を一枚の絵を題材に描かれている[85]。新藤はこの曲を作っていた期間 (3か月ほど)について、芋づる方式を引き合いに「結果を求められる中で大きな芋を見つけると、その収穫に夢中になって手掛かりである蔓を切ってしまう。時間をかけて土を掘り返すことができたら、最後のひとつまで収穫できる。そういう曲」と、何度もメロディを書き直したことを語った[8]。制作チーム（スタッフ）の間で好評価を得て、シングルに昇り着いた曲[86]だが、新藤曰く、「懺悔の曲」であるという[43]。
先述の曲のイメージ から当初は「コモン」という仮タイトル[8]が付けられていたが、その後、いくつかのタイトル候補を経て、現在のタイトルとなった[87]。
  - Credit：Musicians[60]
  - Drums：屋敷豪太[60]
  - Apf, Epf：松本圭司[60]
  - Strings：金原千恵子ストリングス[60]
  - Organ, Other Instruments：Tomi Yo[60]
  - Recorded & Mixed by 山内 "Dr." 隆義 (gogomix@)[60]
  - Assisted by 公文英輔 (Sony Music Studio Tokyo)[60], 奈良美幸 (NSJ)[60]
13. はなむけ [4:04][61][注 6]
  - 作詞・作曲：新藤晴一[61] 編曲：Tomi Yo、Porno Graffitti[61]

過去を振り返るとともに、これから先にある未来に向けて人生を歌った曲[3][8][69]。曲のテーマを「人生」としたことについて、新藤は「男女の好き嫌い (恋愛) とは異なる曲を書こうと思った」「30代半ばを過ぎた、今だからこそ書ける曲」と語っている[43][3][8]。岡野は「主人公に気持ちを重ね、自然な感じでストレートに歌い上げた」という[43][3][8]。
「1日の終わりも始まりも感じずに過ごすくらいなら、せめて1日の終わりにビールを飲もう」[42]と、想いを馳せるシーンで登場する「ビール」は、新藤曰く「曲のハネた感じがビールのCMソングとして流れていたビートルズの『All you Need is Love』の匂いに似ていたから、いちばんイメージに合うのがビールだった」とのこと[3][8][42]。
演奏にはバンジョーを使用している[8]。
2011年4月に新藤がTomi Yoを自身の個人スタジオ「アトリエ」に招き、そこで作った曲を紹介しながらリズムパターンの制作を依頼したのがきっかけとなっている[25]。早い段階で完成した曲[25]であるが、制作ベースの都合から、打ち込みもTomi Yoが担当した[42]。
  - Credit：Musicians[61]
  - Drums：河村 "カースケ" 智康[61]
  - Bass：隅倉弘至[61]
  - Banjo：秋山浩徳[61]
  - Organ & Other Instruments：Tomi Yo[61]
  - Additional Chorus：うぐいすボーイズ & ガールズ[61]
  - Recorded & Mixed by 滝澤武士[61]
  - Assisted by 大久保孝洋 (VICTOR STUDIO)[61], 波房 渉 (LABO Recorders)[61], 曽雌宏樹, 原田しずお (Sony Music Studio Tokyo)[61]
14. メリーゴーラウンド [4:19][62][注 6]
  - 作詞・作曲：岡野昭仁[62] 編曲：Porno Graffitti[62]

明確なアレンジャーを立てず、ライブのサポートメンバーと作り上げたポップナンバー[3][8][66]。クレジットはされていないが、サポートメンバー（野崎真助、野崎森男、宗本康兵の3人）がアレンジに協力している[3]。
元々シンプルでストレートなサウンドを目指し、また「いつものサポートメンバーと最後に作ろう」と想定していたため、本作収録曲の中では最後に完成した[43][3][25]。ミュージシャン同士、ああだこうだ言いながら一本録りのようなセッションによって、骨太で勢いのあるバンドらしいサウンドになったという[3][8][66]。ちなみに曲の途中、ギターがキーボードからの音を継ぐシーンがあるが、新藤曰く「アイツ (宗本康兵) が俺のフレーズを取った」とのこと[8]。この他、エレキギターのソロパートは、岡野が演奏している。
歌詞は、「世界は広くて美しい」というフレーズが登場するように、メリーゴーラウンドをモチーフに自分の中でめぐりめぐる好きな人へ想いや一緒に過ごす時間の喜びがポジティブに描かれている[8]。とても明るい曲となったが、作者である岡野自身は「完成後も曲を捉えきれていない節がある」と仕上がり具合の感想を述べていた[8]。
アルバムリリース記念として6年ぶりに復活した『ポルノグラフィティのオールナイトニッポン』[30][35]では、2本のアコースティック・ギターによる生演奏で披露された。
  - Credit：Musicians[62]
  - L ch Electric Guitar & Solo：岡野昭仁[62]
  - Drums：野崎真助[62]
  - Bass：野崎森男[62]
  - Apf：宗本康兵[62]
  - Tambourine：nang-chang[62]
  - Recorded & Mixed by 中原正幸[62]
  - Assisted by 宮坂保彦 (HITOKUCHIZAKA STUDIO)[62], 大城歳礼 (STUDIO BLAN)[62]
15. 光のストーリー [6:29][63][注 6][注 10]
  - 作詞・作曲：岡野昭仁[63] 編曲：ak.homma、Porno Graffitti[63]

本作のトリを飾る壮大なロック・バラード[43][3][8]。曲作りの段階から「パーシー・スレッジの『男が女を愛する時』のような力強い曲にしたい」という岡野の考えにより、当初はテンポの速いハチロク（8分の6拍子）の曲であったが、ak.hommaの「ジャーニーの『Open Arms』くらいのテンポにしてみたら」というアドバイスを得たことで、心に響く感動的な曲として完成となった[3][8][66]。
ポルノグラフィティがあまり挑戦してこなかったロック・バラード[3][8]であるが、「いつか歌いたい」と思っていた岡野は、絶叫するような気持ちで押すだけ押して歌い上げたという[66]。曲の出来栄えについて、新藤は「ロックアルバムらしい正しい終わり方になった」[3]、「様々な音を知っているak.homma (本間) さんの凄さを改めて感じた曲」[43]、岡野は「いい演奏をいい音で録ることで最後はak.hommaにビシッと締めてもらった」[42]とそれぞれ語った。
  - Credit：Musicians[63]
  - Drums：玉田豊夢[63]
  - Bass：根岸孝旨[63]
  - Apf, Organ：ak.homma[63]
  - Synthesist：飯田高広[63]
  - Strings：金原千恵子ストリングス[63]
  - Recorded & Mixed by 山内 "Dr." 隆義 (gogomix@)[63]
  - Assisted by 公文英輔 (Sony Music Studio Tokyo)[63], 奈良美幸 (NSJ)[63]

### Disc 2(DVD)
初回生産限定盤のみに付属。テレビスポットは15秒版と30秒版の2種が含まれる (「ワンモアタイム」については15秒版のみ)。
1. 「君は100%」VIDEO CLIP
2. 「EXIT」VIDEO CLIP
  - 監督：セキ★リュウジ[88]
3. 「ワンモアタイム」VIDEO CLIP
  - 監督：清水康彦[44]
4. 「ゆきのいろ」VIDEO CLIP
  - 監督：清水康彦[44]
5. 「2012Spark」VIDEO CLIP
  - 監督：清水康彦[44]
6. 「君は100%」TV SPOT
7. 「EXIT」TV SPOT
8. 「ワンモアタイム」TV SPOT
9. 「ゆきのいろ」TV SPOT
10. 「2012Spark」TV SPOT
11. VIDEO CLIP MAKING DIGEST
本作に含まれるシングル表題曲のビデオクリップメイキング映像のダイジェスト版。なお、「EXIT」のみメイキング映像は未収録、「EXIT」のシングル初回限定盤にもPVは収録されている。

## クレジット
- Porno Graffitti are 岡野昭仁 Vocal, Chorus 新藤晴一 Guitar[7]
- Produced by 田村充義 (tmf)[7], 本間昭光 (bluesofa)[7]
- Pre-production Engineer サカタコスケ (bluesofa)[7]
- Instruments Technician 杉山和也, 戸高 稔 (ビックボードスピリット)[7]
- E.Guitar Sound Designer 遠藤太郎 (M-4, 7, 10, 15)[7]
- Musicians Condination 森原 愛 (bluesofa)[7], 横尾 隆 (FACE MUSIC)[7]

- Mastered by 酒井秀和 (Sony Music Studio Tokyo)[7]

- Art Direction & Design 永戸鉄也[7]
- Design 奥野真行 (HOMEAL1)[7]
- Photograph 守本勝英[7]
- Styling 百瀬 豪[7]
- Hair Styling HORI (S-14)[7]
- Make Up 川島義子 (S-14)[7]
- Visual Coordination 木村香織, 辻 文美 (Sony Music Communications)[7]
- Amuse Staff
- SME Records Staff
- Executive Producers 畠中達郎 (Amuse)[7], 村松俊亮 (SME Records)[7]

- Superviser 大里洋吉 (Amuse)[7]
- Thanks to Sony Music Studio Tokyo / SOUND INN / VICTOR STUDIO / HITOKUCHIZAKA STUDIO / LAB recorders / Eve Studio / agehasprings / DESSE communications / REALROX / TRINITY ARTIST / Harftone Music / I to I Communications, Co.
- Special Thanks to Fairlife / SHOCK EYE, AtoC / aiko / 黒田倫弘 / MICHIKO / 佐藤先生 / 西村"KENZO"賢三 / Our Mother 品田ちひろ / 直江先生 / FanClub"love up!" members 家族とたくさんの友達
- SME Records Inc.

## 参考資料
- SME Records Inc.、ポルノグラフィティ「10面パノラマジャケット」『PANORAMA PORNO』、SME Records Inc.、日本、2012年。, SECL-1107 - 1108
- SME Records Inc.、ポルノグラフィティ「10面パノラマジャケット」『PANORAMA PORNO』、SME Records Inc.、日本、2012年。, SECL-1109

参考書誌
- もりひでゆき「SPECIAL FEATURE ポルノグラフィティ」『PATiPATi 2012年4月号（VOL.328）』第28巻第4号、ソニー・マガジンズ、2012年3月9日、091-099頁、JAN 4910075550422、雑誌 07555-04。
- 藤井美保「INTERVIEW ポルノグラフィティ」『WHAT's IN? 2012年4月号（No.298）』第25巻第4号、ソニー・マガジンズ、2012年3月14日、032-039頁、JAN 4910198550422、雑誌 19855-04。
- 大畑幸子「INTERVIEW ポルノグラフィティ」『CD&DLでーた 2012年3>4月号（2012 No.2）』第24巻第2号、エンターブレイン、2012年3月14日、050-051頁、JAN 4910043610424、雑誌 04361-04。
- 前原雅子「ポルノグラフィティ 2年ぶり9thアルバム『PANORAMA PORNO』が到着!」『B-PASS 2012年5月号（406号）』第28巻第5号、シンコーミュージック・エンタテイメント、2012年3月27日、38-45頁、JAN 4910175570528、雑誌 17557-05。
- オリコンチャート「オリコンランキング ALBUM TOP100」『オリ★スタ 2012年4月16日号』第34巻第5号、オリコン、2012年4月2日、86-87頁、JAN 4910219630423、雑誌 21963-4/16。
- 別冊カドカワ『別冊カドカワ 総力特集  ポルノグラフィティ 「挑戦」』 No.421、角川マガジンズ（角川グループパブリッシング）〈カドカワムック〉、2012年4月6日、001-288頁。ISBN 978-4-04-731134-3。

関連書誌
- 「ワンモアタイム」(M-8)に関する資料
  - もりひでゆき「ポルノグラフィティ」『PATiPATi 2011年10月号（VOL.322）』第27巻第10号、ソニー・マガジンズ、2011年9月9日、052-053頁、JAN 4910075551016、雑誌 07555-10。
- 「ゆきのいろ」(M-12)に関する資料
  - もりひでゆき「ポルノグラフィティ」『PATiPATi 2011年12月号（VOL.324）』第27巻第12号、ソニー・マガジンズ、2011年11月9日、048-049頁、JAN 4910075551214、雑誌 07555-12。
- 「2012Spark」(M-1)に関する資料
  - もりひでゆき「ポルノグラフィティ」『PATiPATi 2012年3月号（VOL.327）』第28巻第3号、ソニー・マガジンズ、2012年2月9日、040-041頁、JAN 4910075550323、雑誌 07555-03。
  - 藤井美保「Pick Up Review ポルノグラフィティ」『WHAT's IN? 2012年2月号（No.296）』第25巻第2号、ソニー・マガジンズ、2012年1月14日、079頁、JAN 4910198550224、雑誌 19855-02。
  - 早川加奈子「In front ポルノグラフィティ」『B-PASS 2012年3月号（403号）』第28巻第3号、シンコーミュージック・エンタテイメント、2012年1月27日、007頁、JAN 4910175570320、雑誌 17557-03。
- 「∠TRIGGER」および「2012Spark」（本作品に至るまでの前段階）に関する資料
  - 「INTERVIEW ポルノグラフィティ」『WHAT's IN? 2010年4月号（No.274）』第26巻第4号、ソニー・マガジンズ、2010年3月9日、028-031頁。

## 関連リンク
演奏参加ミュージシャン